# Provertex cendsureni
Provertex cendsureni är en kvalsterart som beskrevs av Netuzhilin och Shtanchaeva 2003. Provertex cendsureni ingår i släktet Provertex och familjen Scutoverticidae. Inga underarter finns listade i Catalogue of Life.